# ガッルス・アノニムス

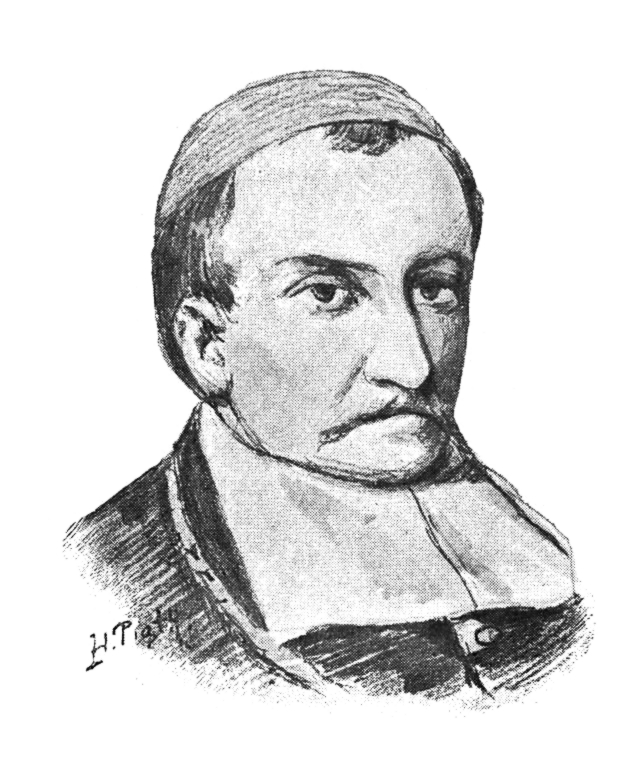
1898年にヘンリク・ピャトコフスキが想像で描いたガッルス・アノニムスの肖像

ガッルス・アノニムス (ラテン語: Gallus Anonymus)またはガル・アノニム (ポーランド語: Gall Anonim、匿名のガル) は、1115年ごろに編纂されたポーランド最古の歴史文献であるゲスタ・プリンキプム・ポロノルム（ポーランド人の公たちの事績）の姓名不詳の筆者に伝統的につけられた通称である。一般に、ガッルスは初めてポーランド史を書いた歴史家であるとされている。ポーランドの歴史上、彼の年代記はポーランドの大学における必修文献とされるほど重要視された。ただ彼自身についてはほとんど情報が残されていない。

## クロメルの注釈

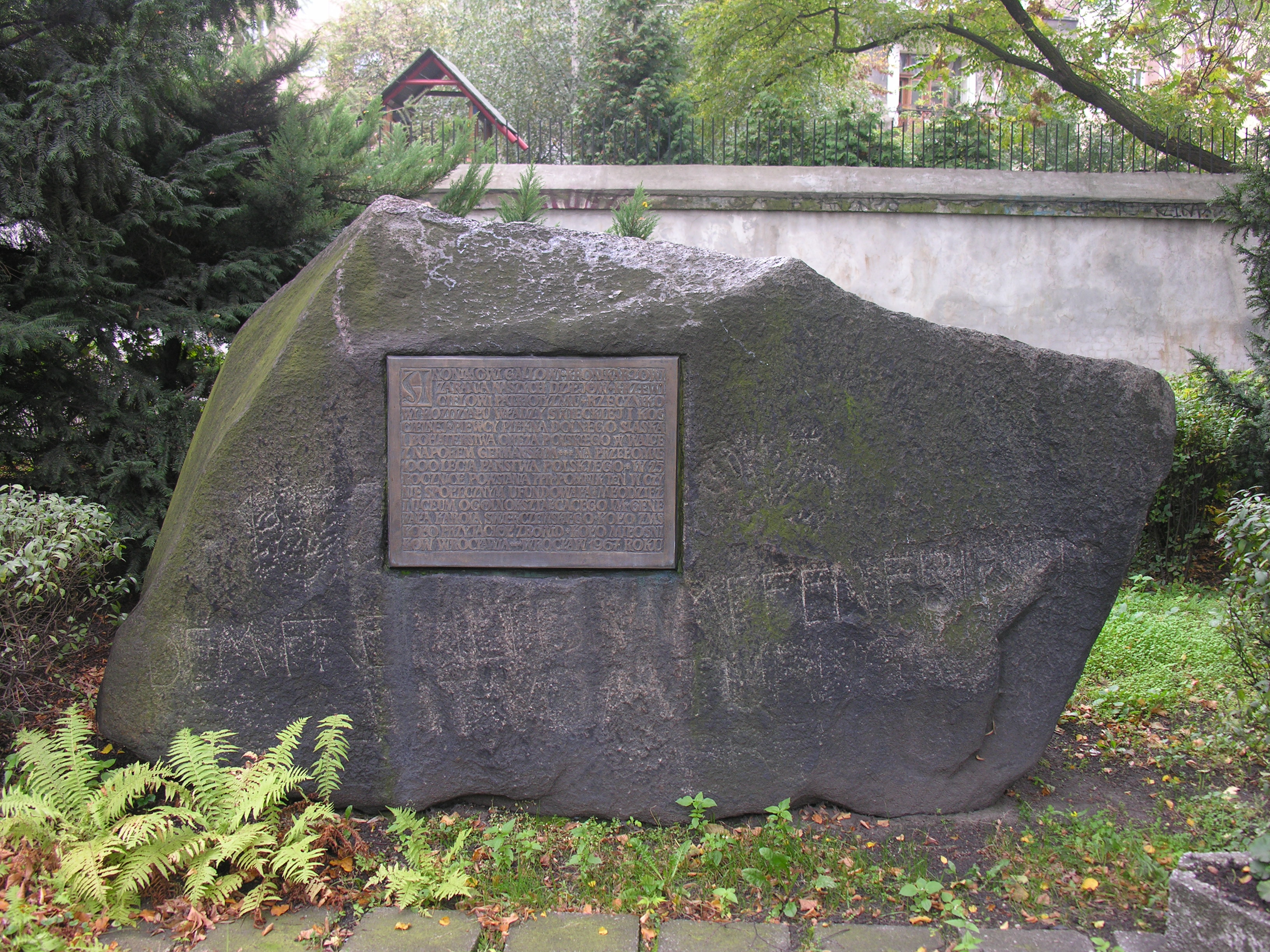
ヴロツワフにあるガッルス・アノニムスの記念碑

「ガッルス」という名前に言及している唯一の史料が、ヴァルミア司教マルチン・クロメル (1512–89)が「ハイルスベルク写本」の119フォリオの余白に書き込んだ注釈である。そこには、「ガッルスがこの歴史を書いたのだが、この修道僧は、私の考えでは、ボレスワフ3世の時代に生きたことが、序文から推測できる (ラテン語: Gallus hanc historiam scripsit, monachus, opinor, aliquis, ut ex proemiis coniicere licet qui Boleslai tertii tempore vixit)」と記されている。クロメルが「ガッルス」という名を本名として呼んだのか否かは定かではない。というのも、この名は「ガリアの」という意味もあり、フランス人という出身地を指しているだけの可能性もあるからである。また、クロメルがガッルスの名を何に基づいて記述したのかも不明である。
ゲスタ・プリンキプム・ポロノルムの現存する3写本のうちの一つであるハイルスベルク写本は、1469年から1471年の間に書かれたものである。16世紀半ばから18世紀にかけてハイルスベルク（現ポーランド領リズバルク・ヴァルミンスキ）に保管されていたからその名がついている。その後、ヴァルミア司教スタニスワフ・グラボフスキ（1698年-1766年）の命により出版された。

## 人物
ゲスタ・プリンキプム・ポロノルムの作者は、同文献の中でほとんど自分について語っておらず、同時代の史料にも彼について触れたものが無い。ガッルスが自著の中で書いている情報は、まとめると次の通りである。彼はポーランドに来る前におそらくしばらくハンガリーに滞在しており、そこでポーランド公ボレスワフ3世クシヴォウスティと出会ったということ、ガッルスが巡礼者であったこと、聖アエギディウスを崇敬していたこと、そしてスカンディナヴィアについての知識はほとんどない、ということである。.
歴史家たちの間では、ガッルスの文体からして、彼が貴族や修道僧でしかあり得ないかなりの教育を受けており、また文章の書きぶりも経験豊富な著述家のそれであるというのが共通した見解となっている。それゆえ、ガッルスは現在知られているものより前にも何らかの執筆活動をしていたと推測される。この「筆によりて生ける聖職者 (ラテン語: clericus de penna vivens)」について、ダヌタ・ボラフスカやマリアン・プレズィアらは、より以前に成立したゲスタ・フンガロルム (ハンガリー人の事績)やトランスタティオ・サンクティ・ニコライ (聖ニコラウスの移送、英語: The Transfer of St. Nicholas) の作者でもあるのではないかとしている。また彼の文体は、少し前の時代に北フランスやネーデルラントでのみ見られる形式の影響がみられる。 

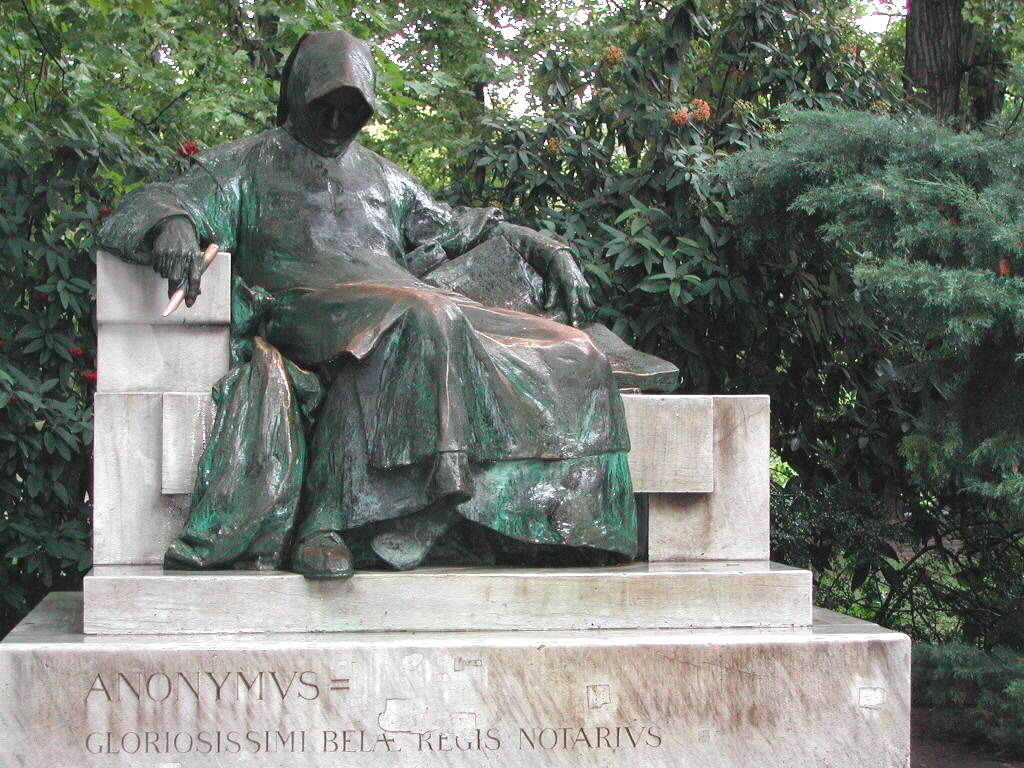
ブダペストのヴァイダフニャド城にあるゲスタ・フンガロルムの匿名作者の像。この人物はゲスタ・プリンキプム・ポロノルムの作者と同一人物である可能性もある。ミクローシュ・リゲティの作。

ブダペストのヴァイダフニャド城には、僧衣と僧帽で身を包み顔を隠した匿名の著作家の像がある。
ガッルスの素性も不明であるが、いくつかの説が裏付けと共に提示されている。伝統的には、「ガッルス」という通称が示す通り、フランスかフランドル出身のフランス人であるとされている。プレザは、彼がプロヴァンスのサン・ジル修道院の僧だったのではないかと推測している。
一部の歴史家の中には、彼の文体がラヴァルダンのイルデベールに似ていると指摘し、ガッルスがル・マンで教育を受けたのではないかと考えている。またZatheyは、シャルトルかノルマンディーのベックをその候補に挙げている。
第二次世界大戦前、フランスの歴史家ピエール・ダヴィドは、ガッルスがソモジヴァールの聖アエギディウス修道院出身のハンガリー人修道僧であり、ボレスワフ3世がハンガリーからポーランドに帰るのに帯同した、という説を唱えた。ただ、この説はあまり支持されていない。
ポーランドでは、また別の説が支持を広げている。ポズナン大学の教授であるダヌタ・ボラフスカとトマシュ・ヤスィンスキらによる、ヴェネツィア人説である。これによれば、ガッルスはリード・ディ・ヴェネツィアの聖アエギディウス修道院の修道僧だったという。プレズィア教授もこの説を支持している。
ヴェネツィア人説を初めて提唱したのはポーランドの歴史家タデウシュ・ヴォイチェホフスキで、1904年のことであった。これを1965年にボラフスカが再提起したが、その時はあまり受け入れられなかった。しかしより後に再びこの説が紹介され、ポーランドの中世史家たちから支持を得つつある。ヤヌシュ・ビェニャク、ロマン・ミハウォフスキ、ヴォイチェフ・ファウコフスキらもヴェネツィア人説に賛同している。ファウコフスキは、見方によってはフランス人説とイタリア人説を組み合わせることができると述べている。すなわち、ガッルスはイタリアで生まれ、リードで修道僧となった後、フランス、次いでハンガリーへ旅した可能性があるということである。
トマシュ・ヤスィンスキは2008年に出版したガッルスに関する著作の中で、この年代記者はエグナティア街道を通り、スラヴ諸語の話されている「エピルス、トラキア、ダルマチア、クロアチア、イストリア」の諸国を通ってポーランドに来たと論じている。ヤスィンスキは『聖ニコラウスの移送』とガッルスの著作を比較し、100個以上の類似点を見つけたと主張している。ヤスィンスキは、ガッルスが当時の多くのヴェネツィア人聖職者と同様に、イタリア語とスラヴ語のネイティブのような知識を有していたと結論付けている。
しかしPaul W. KnollやFrank Schaerは、ヴェネツィア人説は「真面目に考えるにはあまりに根拠が弱い」としている。ポーランドにおいても、ヤツェク・バナシュキェフスキ教授がイタリア人説よりもフランス人説を支持している。

## 後世への影響
ゲスタ・プリンキプム・ポロノルムの匿名作者は、その後のポーランド史に大きな影響を与えている。彼の書記ポーランドに関する著作には、君主の権威は神のそれに劣り、神の権威は人民の声を通して発出される (Vox populi, vox Dei)という記述がある。
この考え方は、ポーランドにおける選挙君主制の伝統を補強するものとなり、しばしば君主に服従せずその権威を疑うような傾向を生み出すようになった。後のヴィンツェンティ・カドゥウベクの年代記やスカルビミェシュのスタニスワフの説教を通じて、この伝統はポーランド・リトアニア共和国の「黄金の自由」へと昇華し、国王は国王自由選挙によってえらばれ、セイム（議会）に服従させられた。